# Bottanuco
Bottanuco (lombardul: Botanüch) település Olaszországban, Lombardia régióban, Bergamo megyében. Lakosainak száma 5097 fő (2023. január 1.). Bottanuco Capriate San Gervasio, Filago, Madone, Chignolo d'Isola, Suisio, Cornate d’Adda és Trezzo sull’Adda községekkel határos.

## Népesség
A település népességének változása:
| Lakosok száma | 5165 | 5137 | 5097 |
|               | 2017 | 2018 | 2023 |